# Eduard Ille
Eduard Ille (* 17. Mai 1823 in München; † 17. Dezember 1900 ebenda) war ein deutscher Maler, Illustrator, Karikaturist und Schriftsteller.

## Leben und Wirken

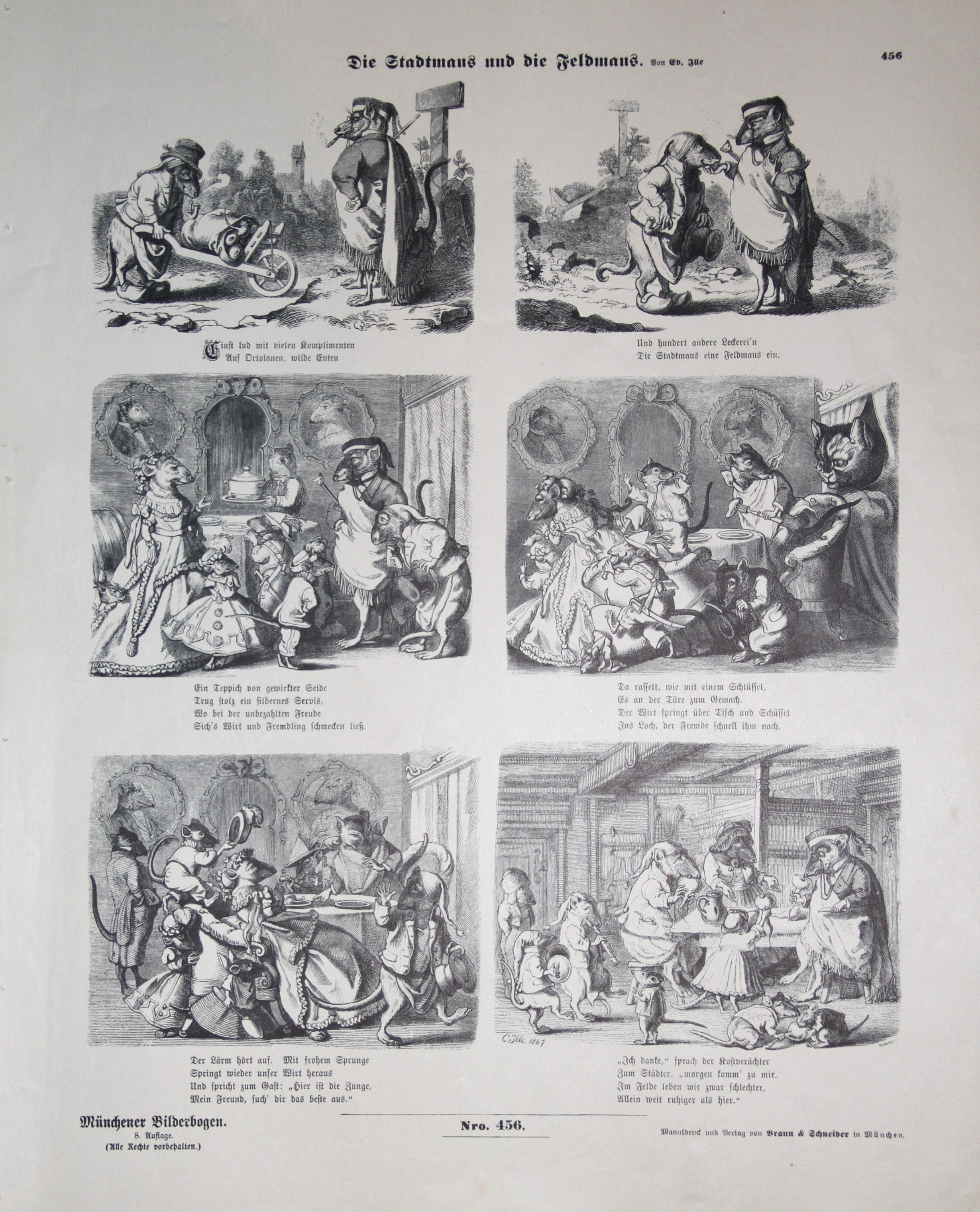
Münchener Bilderbogen Nro. 456

Ille war nach dem Gymnasialabschluss 1842 am (heutigen) Wilhelmsgymnasium München als Student der Akademie der bildenden Künste in München Schüler der Maler Julius Schnorr von Carolsfeld und Moritz von Schwind. Unter deren Anleitung war Ille an der Ausarbeitung mehrerer Altarbilder, so etwa der Kirche von Brixlegg, beteiligt. 
Da er auch lyrische und epische Gedichte verfasste, schloss er sich dem Münchener Dichterkreis „Die Krokodile“ an.
Zum in München erscheinenden humoristischen Wochenblatt Punsch steuerte er verschiedene Illustrationen bei. Seine Arbeit als Zeichner für die Münchner Zeitschrift Fliegende Blätter machte ihn zu einem Kollegen von Edmund Harburger und Lothar Meggendorfer und inspirierte Ille zu weiteren eigenen literarischen Arbeiten wie Lust- und Singspielen. Daneben lieferte er Beiträge für 71 Ausgaben des Münchener Bilderbogens.
Ille war an der Ausmalung von Schloss Neuschwanstein beteiligt, wenn auch nicht alle seine Entwürfe umgesetzt wurden. Verwirklicht wurden farbenprächtige Tempera-Bilder zu Liedern Walthers von der Vogelweide, die bis heute die Wände des Ankleidezimmers zieren.
Aus der Münchner Gesellschaft, allen voran aus dem königlichen Hofstaat, rekrutierte sich das Publikum Eduard Illes. Mehrere Aquarelle, von Ille zu einem Zyklus von „Zeit- und Kulturbildern“ zusammengefasst, wurden durch den Hoffotografen Joseph Albert fotografiert und dadurch der Nachwelt erhalten.
1874 veröffentlichte Ille drei Blätter zu den Märchen der Brüder Grimm (nach Christian Hecht). Ab 1890 avancierte er zum „Salvator-Dichter“; in vielen Beiträgen in den Fliegenden Blättern verherrlichte er das Salvator-Starkbier und den traditionsreichen jährlichen Ausschank auf dem Münchner Nockherberg.
Generell war er Festivitäten zugetan, die für ihn eine Quelle von Zeichnungsideen bedeuteten. Eine andere Idee der originellen Nachahmung war die Präsentation von mehreren angeblich von berühmten Malern zu einem Wettbewerb eingereichten Bildern, die alle dasselbe darstellten, jedes jedoch in der des jeweiligen Meisters eigentümlichem Stil.
Ille war zweimal verheiratet, zuletzt mit der selbst als Jugendschriftstellerin und Illustratorin in Erscheinung tretenden Enkelin von Freiherr von und zu Aufseß, dem Gründer des Germanischen Museums.
Im Alter von 77 Jahren starb Eduard Ille kurz vor dem Jahresende 1900 an den Folgen eines Schlaganfalls. Nachgelassen hat er unter anderem eine illustrierte Autobiografie.

## Rezeption
1903 bescheinigte Hyacinth Holland Illes humoristischen Bildern mit ihren immerzu gutmütig und glaubwürdig überzeichneten menschlichen und tierischen Figuren eine „große Virtuosität“. Er nannte dies nach Proteus, dem Gestaltverwandler der griechischen Sage, „proteusartige Fähigkeit“. Über die ernsteren Verbildlichungen (er nennt die Illustrationen zu Joseph Victor von Scheffels Der Trompeter von Säkkingen) ließ er sich folgendermaßen aus: „Doch litt die Zeichnung meist unter einer eckigen Schärfe, und das Kolorit war teilweise hart und schwer; im Totaleindruck überwog eine gewisse charakteristische Unruhe, mit welcher der Künstler überhaupt belastet war, die jedoch bisweilen seinen humoristischen Schöpfungen trefflich zu statten kam.“
Zu der grau und braun lavierten Bleistift- und Federzeichnung Cholerisch aus der Serie der Temperamente schrieb Hans Geller 1955: „Köstlich sind die Typen der dargestellten kleinen Familie geschildert, die Mutter verläßt still und resigniert das Zimmer – sie ist den Anblick des unbeherrschten Vaters [der sich beim Frühstück über eine Fliege ärgert] gewöhnt –, das Töchterchen stachelt den Vater halbbelustigt im Jagdeifer auf und der jugendliche, livrierte Diener amüsiert sich über die Familienszene. Nutznießer der menschlichen Torheit ist das Tier, der sich über das herabfallende kalte Huhn hermachende Hund. Auch die überladene pseudovornehme Ausstattung einer sogenannten herrschaftlichen Wohnung der Gründerjahre ist prachtvoll charakterisiert.“

## Auszeichnungen
- 1868: Akademischer Professorentitel der Akademie der bildenden Künste[2][3]
- 1868: Verdienstorden vom Heiligen Michael aus der Hand König Ludwig II. von Bayern[2][3]

## Werke (bildkünstlerisch)

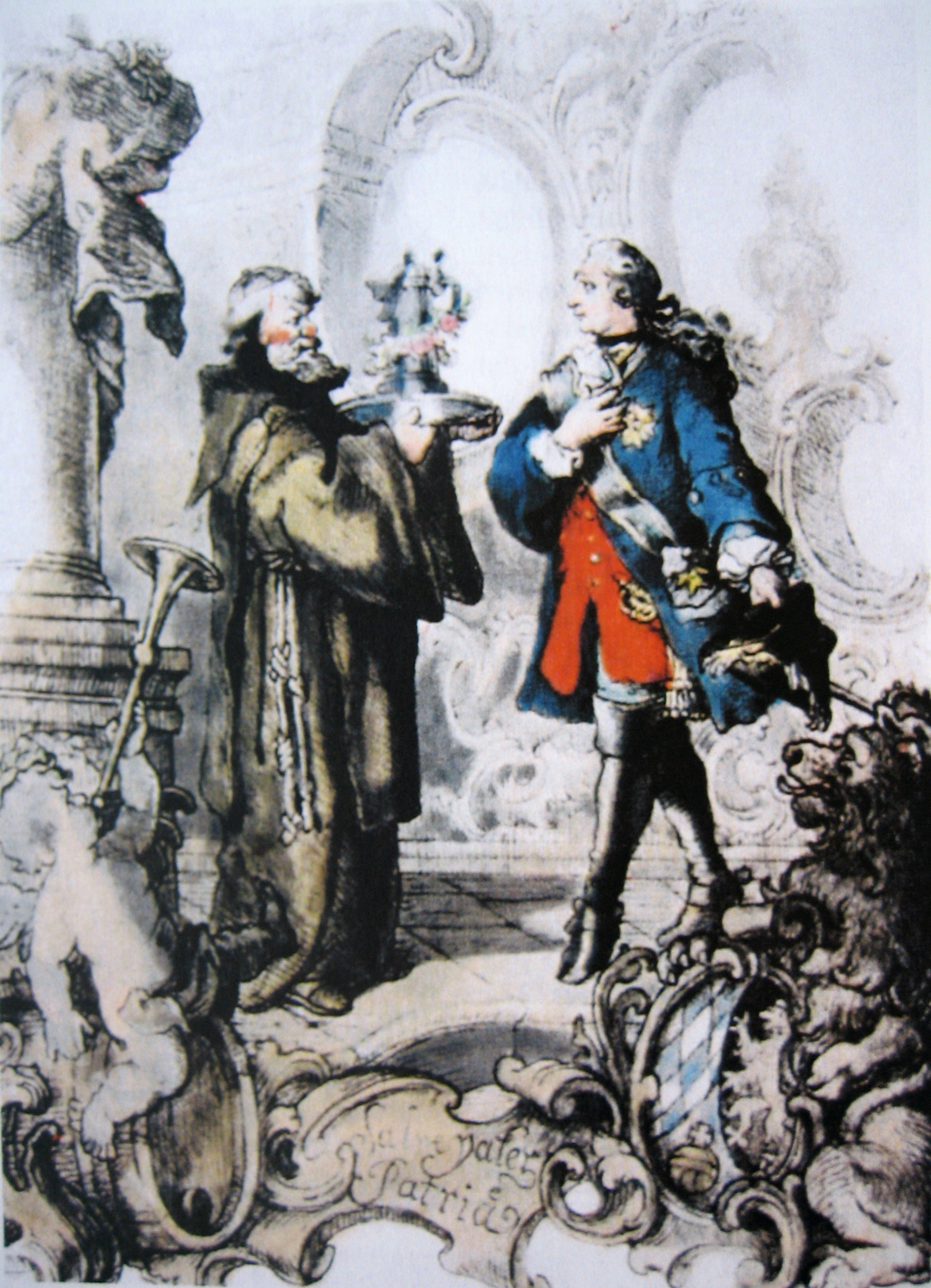
Kredenz-Szene (wohl nach 1890)

- Sieben Todsünden (Holzschnitt, 1861)
- Temperamente (5 Blätter, in Photographie bei Joseph Albert in München)
- Hanswursts lustige Streiche (Augsburg 1863)
- Staberls Reiseabenteuer (Augsburg 1864)
- Die Nibelungensage nach den Liedern der alten Edda
- Parzival
- Lohengrin
- Tannhäuser
- Hans Sachs und Nürnbergs Blütezeit
- Der Dreißigjährige Krieg
- Prinz Eugenius
- Die Wacht am Rhein
- Das bucklicht Männlein (Münchener Bilderbogen Nr. 69, online unter goethezeitportal.de)
- Der Knabe Whittington und seine Katzen (Münchener Bilderbogen Nr. 517 im Jahre 1870 und Münchener Bilderbücher Band 35 im Jahre 1878).
- Der sächsische Prinzenraub (Münchner Bilderbogen Nr. 170, Band 8, 1920, online unter skd-online-collection.skd.museum).

## Werke (literarisch)
- Gedichte. Weimar 1855.
- Herzog Friedrich von Tirol, genannt mit der leeren Tasche. Libretto (Musik von Matthäus Nagiller, Kostümentwürfe von Ille).
- Kaiser Joseph II. Drama, München 1850.
- Kunst und Leben. 1862.